# آنتونیو مولیکا
آنتونیو مولیکا (ایتالیایی: Antonio Mollica) کارگردان فیلم، فیلم‌نامه‌نویس، و تهیه‌کننده فیلم اهل ایتالیا است.
از فیلم‌های او می‌توان به قاتل مادرزاد و بیست گام تا مرگ اشاره کرد.